# Форте-квартет
Форте-квартет Самарской государственной филармонии впервые заявил о себе в феврале 1998 года.
- В 2001—2004 годах квартет — постоянный участник Московского Международного фестиваля камерной музыки «Весна в России»[2].
- 2003 год — обладатель Губернского гранта в области культуры и искусства в проекте «Классическое наследие» (2003 год).
- 2004 год — участник российско-германского проекта «Музыкальный вечер для друзей».
- 2005 год — участие и выступление на XI Международном фестивале современного искусства «Два дня и две ночи» в Одессе[3] и II Международном фестивале современной музыки «Картинки с выставки» в Нижнем Новгороде.
- В октябре 2005 года и в июне 2006 года — участник программы дней экономики и культуры Самарской области в Армении и Азербайджане[4].
- 2006 год — получена благодарность Самарской Губернской Думы за высокие художественные достижения в музыкальном творчестве и содействие развитию культуры.
- 2008 год — участие в Российской национальной выставке в честь Года России в Индии[5].
- 2009 год — участие в днях культуры Самарской области в Грозном (Чеченская республика).[6]

## Записи

Обложка компакт-диска

- 2003 год — записан компакт-диск с фортепианными квартетами Р. Шумана и И. Брамса.[7]

## Участники
- Ирина Смолякова (скрипка)
- Николай Варламов (альт)
- Елена Трохина (виолончель)
- Николай Фефилов (фортепиано)

## Репертуар
- В. А. Моцарт

Квартет для фортепиано, скрипки, альта и виолончели соль минор, К 478.

Квартет для фортепиано, скрипки, альта и виолончели ми-бемоль мажор, К 493.
- Л. Бетховен

Квартет для фортепиано, скрипки, альта и виолончели ми-бемоль мажор, соч. 16.
- Р. Шуман

Квартет для фортепиано, скрипки, альта и виолончели ми-бемоль мажор, соч. 47.
- И. Брамс

Квартет для фортепиано, скрипки, альта и виолончели соль минор, соч. 25.

Квартет для фортепиано, скрипки, альта и виолончели ля мажор, соч. 26.

Квартет для фортепиано, скрипки, альта и виолончели до минор, соч. 60.
- Ф. Мендельсон

Квартет для фортепиано, скрипки, альта и виолончели до минор, соч. 1.
- К. Сен-Санс

Квартет для фортепиано, скрипки, альта и виолончели си-бемоль мажор, соч. 41.
- А. Дворжак

Квартет для фортепиано, скрипки, альта и виолончели ре мажор, соч. 23.

5 багателей соч. 47.
- Г. Малер

Квартет для фортепиано, скрипки, альта и виолончели
- А. Пьяццола

Времена года
- А. Шнитке

Квартет для фортепиано, скрипки, альта и виолончели
- П. Плаксин

Квартет для фортепиано, скрипки, альта и виолончели
- Д. Киценко

«Явление», фортепианный квартет